# Chantal Hérault
Chantal Hérault de La Véronne (París, 5 de junio de 1923-Rosnay, 5 de julio de 2016) fue una  archivera paleógrafa e islamóloga francesa, distinguida con la Orden de las Artes y las Letras de Francia.

## Trayectoria
Nació en París en 1923. Desde 1808, su familia poseía el castillo de Bouchet en Rosnay, a orillas del Brenne, en la región Centro-Valle del Loira con la que Hérault siempre mantuvo relación y tuvo en cuenta en su trayectoria profesional.
Se diplomó en lengua árabe y se licenció en Letras en la École Nationales des Langues Orientales. En 1947 se diplomó en archivística y paleografía por la École Nationale des Chartes, con la tesis Histoire du Blanc, des origines à la Révolution dedicada a su región natal.
En esa época se trasladó a Madrid y entre 1947 y 1949, se vinculó a la Escuela de Altos Estudios Hispánicos e Ibéricos de la Casa de Velázquez. En 1950, ingresó como archivera en la Sección Histórica de Marruecos en Francia.
Durante la década de 1950, fue investigadora en archivos de España y de Marruecos, como el Archivo General de la Administración . En 1957 estuvo investigando en Madrid en el Archivo Histórico Nacional sobre la "Ocupación Española de Orán". En 1958 y 1959, investigó los "Documentos sobre Francisco Lasparo Corso" en el Archivo General de Simancas.
En 1965 se convirtió en directora de la Sección Histórica de Marruecos hasta 1969, cuando se cerró el centro.Ese año se reincorporó a los Archivos de Francia. En 1970, y hasta 1988, fue destinada como investigadora principal al Centro Nacional para la Investigación Científica. En ese periodo, fundó el Centro de Estudios Islámicos y Orientales de Historia Comparada e impulsó dos relevantes colecciones documentales para la Historia de Marruecos. También dirigió un seminario sobre fuentes europeas para la historia del Magreb durante las conferencias de la IV Sección de Ciencias Históricas y Filológicas de la Escuela Práctica de Altos Estudios.
En 1968 fundó con el alcalde de Blanc, André Gasnier, la asociación Los Amigos de Le Blanc y su Región, y fue vicepresidenta de la Academia del Centro. En 1975 se doctoró en historia y en 1981 en letras.
Se involucró en la conservación y protección del patrimonio local, especialmente del castillo familiar en Rosnay, en el que vivió al final de su carrera y donde falleció el 5 de julio de 2016.

## Obra
A lo largo de su trayectoria investigadora, Hérault abordó la importancia del patrimonio árabe-mulsulmán en la formación de la identidad ibérica, especializándose en la Historia del Magreb medieval y moderno y de la Historia de la Andalucía musulmana. Ha sido considerada como una figura clave en las relaciones de colaboración entre investigadores europeos y magrebíes.

## Reconocimientos
En 1972, fue condecorada con la medalla de la Orden de las Artes y las Letras en la categoría de Caballero. En 1979 fue seleccionada como miembro correspondiente de la Academia de Ciencias de ultramar. En 1994 fue distinguida en la categoría de Oficial de la Orden de las Artes y de las Letras.
En 2020, fue incluida dentro del proyecto “Mujeres Investigadoras en los Archivos Estatales (1900-1970)” para la descripción archivística y creación de un micrositio específico en el Portal de Archivos Españoles (PARES), desarrollado entre 2020-2023. Este proyecto ha sido impulsado por la Subdirección General de Archivos Estatales, con el objetivo visibilizar la labor de investigación realizada en España por las mujeres en el intervalo 1900-1970 partiendo de los registros documentales que se conservan en los Archivos de Gestión de los AAEE del Ministerio de Cultura (el Archivo Histórico Nacional, el Archivo de la Corona de Aragón, el Archivo General de Simancas, el Archivo General de Indias, el Archivo de la Real Chancillería de Valladolid, el Archivo General de la Administración y el Centro de Información Documental de Archivos).